# إيريروس دي سوسو
بلدية إيريروس دي سوسو (بالإسبانية: Herreros de Suso) هي بلدية تقع في مقاطعة آبلة التابعة لمنطقة قشتالة وليون وسط إسبانيا.

## الديموغرافيا
يبلغ عدد سكان بلدية إيريروس دي سوسو 165 نسمة عام 2011 (وفقاً للمعهد الوطني للإحصاء الإسباني).
| 248 | 238 | 213 | 192 | 174 | 171 | 165 |